# Cattleya trianae
Espèce
Statut CITES
Cattleya trianae, surnommée parfois Flor de Mayo (« fleur de mai »), est une espèce de plantes à fleurs de la famille des Orchidaceae et du genre Cattleya. C'est une orchidée endémique de Colombie dont elle est un des symboles nationaux.

## Dans la culture

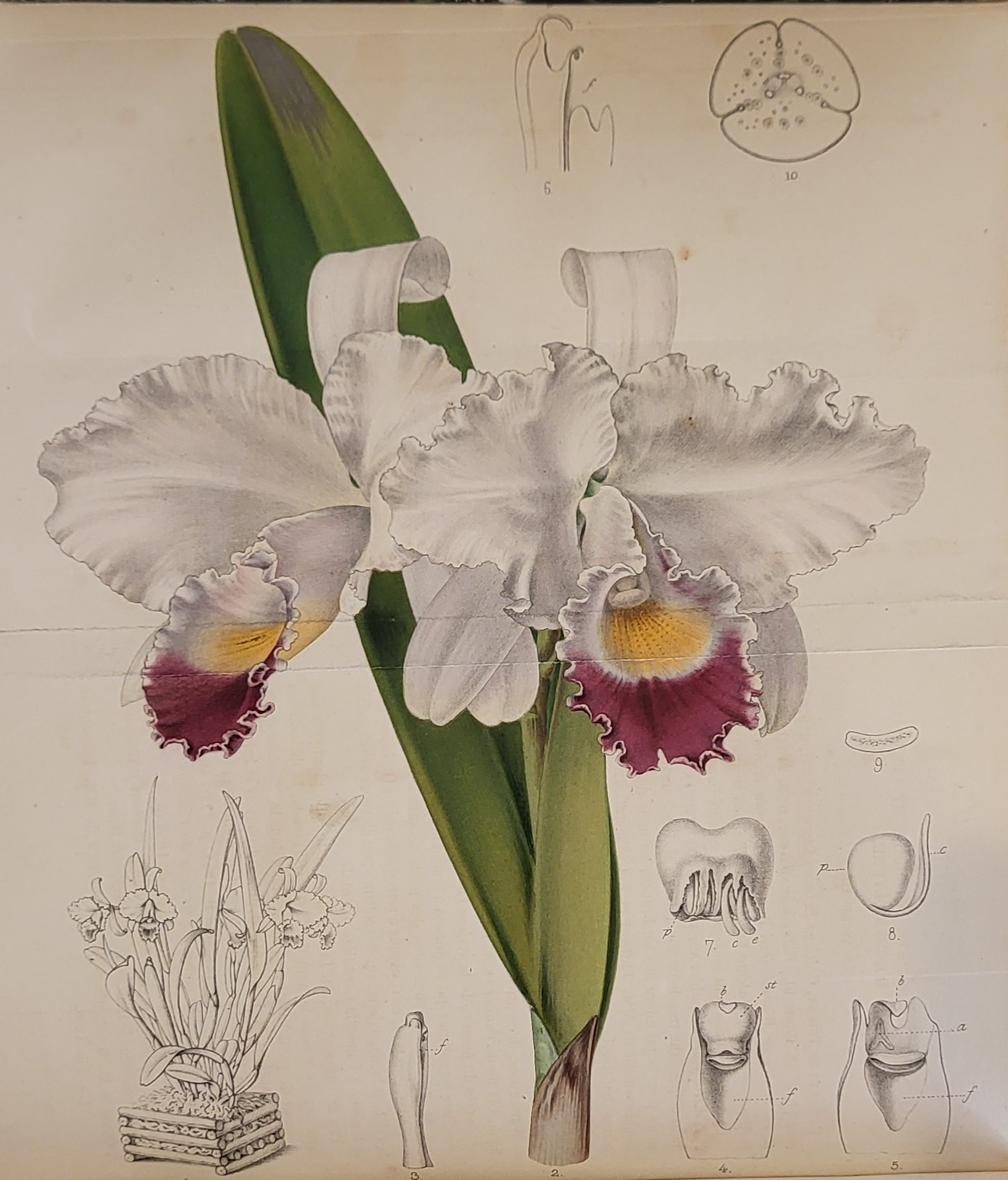
Gravure de Cattleya trianaei avec détails (1860).

Dans le pilote de la série télévisée belge Astrid et Raphaëlle, la fleur est mentionnée. Il s'avère que la coupable, d'origine colombienne avait perdu une sœur appelée Cattleya.
Dans le film Colombiana, Zoe Saldana prend les traits d'une petite fille colombienne nommée Cataleya en référence à l'orchidée, référence qu'elle utilise comme signature une fois adulte en tant que tueuse à gage. Elle laisse sur chaque victime le dessin d'une cattleya sur le torse.